# جان باش (مخرجة)
جان باش (بالإنجليزية: Jean Bach)‏ هي مخرجة أمريكية، ولدت في 1918، وتوفيت في 27 مايو 2013.

## وصلات خارجية
- جان باش على موقع IMDb (الإنجليزية)
- جان باش على موقع ألو سيني (الفرنسية)
- جان باش على موقع أول موفي (الإنجليزية)
- جان باش على موقع قاعدة بيانات الأفلام السويدية (السويدية)
- جان باش على موقع قاعدة بيانات الفيلم (الإنجليزية)
- جان باش على موقع كينوبويسك (الروسية)